# Muusa
Muusa je debutové studiové album od estonské zpěvačky Laury Põldvere. Album bylo vydáno 1. září 2007 pod vydavatelstvím Moonwalk Records. Za svou historii se v Estonsku stalo nejúspěšnějším albem a jen v roce 2007 se jej této zemi prodalo přes deset tisíc kopií. Během estonských hudebních cen album vyhrálo titul Alba roku.
V roce 2005 se Laura zúčastnila s písní „Moonwalk“ estonského národního kola Eurolaul a umístila se na druhém místě. V roce 2007 opět participovala v estonském národním kole Eurolaul, a tentokrát s písní „Sunflowers“, obsadila třetí místo.

## Seznam skladeb
1. Muusa — 3:36
2. Lunatic — 4:29
3. Sunflowers — 3:05
4. Sinu enda stoori — 3:26
5. Moonwalk — 3:21
6. 581 C — 5:01
7. Vihm — 3:40
8. Lihtsad asjad — 3:24
9. Repriis — 1:49
10. One & One — 4:17
11. Predaator — 3:30